# سبنسر لوفرانكو
سبنسر لوفرانكو  (من موليد 1993 بتورونتو، كندا) هو ممثل كندي.

## أفلام
- الذي لا يقهر (فيلم) 2014 من إخراج أنجلينا جولي
- جيمسي بوي (فيلم) 2014
- ميدلتون (فيلم) 2013

## جوائز
- المهرجان السينمائي الدولي لمدينة لييج البلجيكية للأفلام البوليسية  شارة لكريستال لأفضل ممثل عن دوره في فيلم جيمسي بوي سنة 2014
- مهرجان دنفر الدولي للفيلم  أفضل نجم صاعد عن فيلم ميدلتون سنة 2013.

## وصلات خارجية
- سبنسر لوفرانكو على موقع IMDb (الإنجليزية)
- سبنسر لوفرانكو على موقع ألو سيني (الفرنسية)
- سبنسر لوفرانكو على موقع قاعدة بيانات الفيلم (الإنجليزية)
- سبنسر لوفرانكو على موقع كينوبويسك (الروسية)